# Karen Silkwood
Karen Gay Silkwood (Longview, Texas, 19 de febrero de 1946-Crescent, Oklahoma, 13 de noviembre de 1974) fue una activista, sindicalista y trabajadora de una planta de preparación de combustible nuclear estadounidense que se hizo conocida a mediados de los años 70 por denunciar graves irregularidades en temas de seguridad por parte de la empresa para la que trabajaba. Murió en un accidente de tráfico, con solo 28 años, bajo circunstancias sospechosas. Su historia se llevó al cine.

## Biografía
Karen Gay Silkwood nació en 1946 en Longview, Texas, y creció en Nederland, Texas. Vivía con su madre Merle, su padre Bill y sus hermanas Rose Mary y Linda. En el instituto, Karen era una estudiante sobresaliente y miembro de la Sociedad Nacional de Honor. La química era su mejor asignatura.En otoño de 1964, se matriculó en el Lamar State College of Technology de Beaumont, Texas, con una beca del Business and Professional Women's Club.
En 1965, Silkwood abandonó la universidad y se fugó con William Meadows, trabajador de un oleoducto, con quien tuvo tres hijos. Después de que la pareja se declarara en bancarrota debido a los excesivos hábitos de gasto de Meadows, y tras la negativa de éste a poner fin a una relación extramatrimonial, Silkwood le abandonó en 1972 y se trasladó a Oklahoma City, donde trabajó brevemente como administrativa en un hospital.
En agosto de 1972, Silkwood fue contratada como técnica de laboratorio de metalografía por la Kerr-McGee Corporation en su planta de producción de plutonio de Cimarron River, cerca de Crescent (Oklahoma). Pronto se afilió al sindicato Oil, Chemical & Atomic Workers Union (OCAW). En noviembre de 1972, participó en una huelga para protestar por las malas condiciones de trabajo. Kerr-McGee consiguió romper la huelga contratando a personas de los alrededores para que cruzaran la línea de piquete. Los directivos de la empresa también empezaron a «trabajar entre bastidores para incitar a los trabajadores a firmar una petición en la que se pedía una elección de descertificación para eliminar el sindicato».
En agosto de 1974, Silkwood fue elegida miembro del comité de negociación de tres personas del sindicato local OCAW, la primera mujer que ocupaba un puesto de este tipo en Kerr-McGee. Era un momento crítico para el sindicato local, ya que la campaña de descertificación había recogido suficientes firmas para forzar unas elecciones el 16 de octubre. Entre las tareas específicas del sindicato de Silkwood estaba investigar los problemas de salud y seguridad. Descubrió en la planta de Cimarron lo que consideraba numerosas infracciones de la normativa sanitaria, como la exposición de los trabajadores a la contaminación, equipos respiratorios defectuosos y almacenamiento inadecuado de muestras. En su opinión, la falta de duchas suficientes aumentaba el riesgo de contaminación de los empleados. También encontró pruebas de que faltaba plutonio o estaba mal colocado.
El 26 de septiembre de 1974, Silkwood y los otros dos miembros del comité asistieron a una reunión en Washington D. C. con Tony Mazzocchi, director legislativo de OCAW. Los miembros del comité expresaron sus quejas sobre las peligrosas condiciones de trabajo y pidieron consejo sobre cómo ganar las próximas elecciones para la descertificación. Mazzocchi recordó cómo Silkwood le llevó aparte en un momento dado y le dijo: «Sabes, hay otros problemas de los que me gustaría hablar contigo»:
Le dije: «¿Cuáles son?». Dijo: «Trabajo en un laboratorio de control de calidad, y me di cuenta de que el técnico de laboratorio utilizaba un rotulador en los rayos X para cubrir esa pequeña línea fina que mostraba una grieta en las soldaduras de las barras de control». Y me dijo que también había algún engaño con los datos del ordenador. Le dije: «Mira, Karen, si pudieras demostrarlo, creo que podríamos utilizarlo para vencer a la empresa y mejorar las condiciones de esa instalación».
Al término de la reunión, Mazzocchi y su colaborador Steve Wodka aconsejaron que la mejor esperanza para la supervivencia de los trabajadores de Cimarron y su local era dar a conocer las prácticas de Kerr-McGee a la Comisión de Energía Atómica (AEC) y a la prensa nacional.
Para ello, el OCAW inició una agresiva campaña de denuncias. Afirmaban que «la planta de Kerr-McGee había fabricado barras de combustible defectuosas, falsificado registros de inspección de productos y puesto en riesgo la seguridad de los empleados». El 27 de septiembre, Silkwood declaró ante la AEC que se había contaminado con plutonio y alegó que se habían relajado las normas de seguridad por la necesidad de aumentar la producción. Compareció en las audiencias de la AEC junto con los otros dos miembros del comité que también declararon que Kerr-McGee estaba poniendo en peligro a sus trabajadores. La denuncia y la visibilidad que supuso ayudaron a evitar la descertificación. Los trabajadores de Cimarron votaron 80-61 en octubre a favor de mantener al OCAW como su agente negociador.
El 5 de noviembre de 1974, Silkwood se sometió a un autocontrol rutinario que reveló una contaminación por plutonio casi 400 veces superior al límite legal. Fue descontaminada en la planta y enviada a casa con un kit de análisis para recoger orina y heces para su posterior análisis. Aunque había plutonio en las partes interiores de los guantes que había estado utilizando, los guantes no presentaban fugas ni perforaciones, según las pruebas realizadas posteriormente por el personal de Kerr-McGee, lo que sugiere que la contaminación no procedía del interior de la guantera, sino de alguna otra fuente. A la mañana siguiente, cuando se dirigía a una reunión sindical, Silkwood volvió a dar positivo por plutonio, aunque esa mañana sólo había realizado tareas de papeleo. Se le sometió a una descontaminación más intensiva. El 7 de noviembre, al entrar en la planta, se comprobó que estaba gravemente contaminada, incluso expulsaba aire contaminado por los pulmones. Un equipo de física sanitaria la acompañó de vuelta a su casa y encontró restos de plutonio en varias superficies, especialmente en el cuarto de baño y el frigorífico. Cuando más tarde se desmanteló y descontaminó la casa, hubo que destruir algunas de sus pertenencias. Silkwood, su novio Drew Stephens y su compañera de piso Sherri Ellis fueron enviados al Laboratorio Nacional de Los Álamos para someterse a pruebas exhaustivas que determinaran el grado de contaminación de sus cuerpos.
Hubo preguntas sobre cómo se contaminó Silkwood durante este periodo de tres días, del 5 al 7 de noviembre. Dijo que la contaminación en el cuarto de baño pudo producirse cuando derramó su muestra de orina la mañana del 7 de noviembre. Esto era coherente con el hecho de que las muestras que recogió en su casa tenían niveles extremadamente altos de plutonio, mientras que las muestras recogidas en frascos «frescos» en la planta y en Los Álamos mostraban niveles mucho más bajos.
Llegó a la conclusión de que alguien que trabajaba para Kerr-McGee la había contaminado deliberadamente. La dirección de Kerr-McGee alegó que Silkwood se había contaminado para dañar la reputación de la empresa. Según el libro de Richard Rashke The Killing of Karen Silkwood (El asesinato de Karen Silkwood), el tipo concreto de plutonio hallado en el domicilio de Silkwood procedía de un área de producción de Cimarron, el lote de granulado 29, donde ella no trabajaba. A partir de agosto, las muestras del lote 29 se guardaron en una cámara acorazada de Kerr-McGee a la que ella no tenía acceso.

## Muerte
El 13 de noviembre de 1974, Karen Silkwood falleció en un accidente automovilístico, bajo circunstancias altamente sospechosas, mientras acudía a una reunión con su novio, Drew Stephens, reportero del New York Times y dirigente sindical de Oklahoma City. Se creía que llevaba consigo pruebas de falsificaciones de controles de calidad de barras de combustible nuclear. Ella misma había declarado con antelación que tenía reunida numerosa documentación para apoyar las acusaciones en el juicio.
Algunas personas que la vieron antes de coger el coche para acudir a la reunión testificaron que llevaba consigo una carpeta y un paquete con documentos. Sin embargo, no se encontró nada de eso después del accidente.
Según la versión oficial, el accidente se debió a que simplemente se quedó dormida, y para esto se apoyaron en algunos medicamentos que ella tomaba y que podían producir somnolencia. Sin embargo, para mucha gente, Karen Silkwood fue asesinada para silenciar sus acusaciones contra la compañía. Los investigadores independientes dicen que el coche recibió un impacto por detrás que le hizo perder el control. También dicen que, justo antes de chocar, ella preparó su cuerpo para atenuar el impacto, lo que sería imposible si estuviera dormida.
El caso impactó a la opinión pública norteamericana y sirvió para alertar sobre los peligros de la energía nuclear, así como para plantear dudas sobre el comportamiento irresponsable y poco ético de las empresas del sector. En 1975, Kerr-McGee cerró definitivamente la planta.
Durante años, la familia de Karen Silkwood sostuvo un litigio jurídico para exigir responsabilidades a Kerr-McGee, apoyándose sobre todo en que la autopsia de Silkwood reveló que estaba contaminada con plutonio. Finalmente, ambas partes llegaron a un acuerdo en 1986 por el que la familia recibía una indemnización de 1.380.000 dólares, pero a cambio la compañía no reconocía ninguna culpabilidad.

## Cine
La historia de Karen Silkwood se llevó al cine en 1983, con una película llamada Silkwood, dirigida por Mike Nichols y con Meryl Streep de protagonista en el papel de Karen Silkwood. Kurt Russell interpretó a Drew Stephens, novio de Karen; y Cher, a Dolly Pelliker. La película tuvo bastante éxito y recibió cinco nominaciones a los Óscar de ese año.